# 青龙满族自治县
青龙满族自治县位于河北省东北部，秦皇岛市境内，地处燕山东麓古长城北侧。
青龙县为重要林业县和水果生产县，林地面积1500平方千米，水果种植面积27000公顷，主要出产苹果、梨、板栗等；铁矿资源丰富，储量达四亿吨。相邻的县级政区有，北与凌源、建昌交界，西和宽城、迁西连接，南与迁安、卢龙相邻，东与绥中和秦皇岛市区直接相连。县治所在地为青龙镇燕山路267号。

## 历史沿革
1933年6月，日军占领县境，废都山设治局，建青龙县，驻地大杖子村，属满州国热河省辖。
1945年8月，中共控制青龙。9月，以今县境成立青龙县临时行政委员会，翌年1月改临时行政委员会为县政府，属中共热河省热南十七地委。是年8月，因匪患，县政府驻地迁址双山子。1947年，属东北行政区。1949年3月，复属热河省。
中华人民共和国成立后，属热河省。1949年9月，因水患，县政府驻地迁址大杖子村。1955年9月，撤热河省，改属河北省，县境属河北省承德专员公署。1983年5月，属秦皇岛市辖。1986年12月2日，撤销青龙县，建立青龙满族自治县。

## 行政区划
青龙满族自治县下辖1个街道办事处、11个镇、14个乡：
都阳路街道、青龙镇、祖山镇、木头凳镇、双山子镇、马圈子镇、肖营子镇、大巫岚镇、土门子镇、八道河镇、隔河头镇、娄杖子镇、龙王庙镇、茨榆山镇、凤凰山乡、三星口乡、干沟乡、大石岭乡、官场乡、平方子乡、安子岭乡、朱杖子乡、草碾乡、三拨子乡和凉水河乡。

## 人口
截至2020年末，青龙满族自治县总户数199513户，户籍总人口559621人，其中男297158人，女262463人，男女性别比113：100。少数民族人口420260人，其中满族人口418011人。据第七次全国人口普查数据显示：全县常住人口431138人，城镇人口135890人，城镇化率31.52%（根据常住人口计算）。据计生部门统计，年内人口出生率7.27‰，死亡率4.10‰，人口自然增长率为3.17‰。有满族、汉族、苗族、回族等11个民族，满族人口占68.6%。

## 交通
- 230国道过境。

## 著名风景
祖山自然风景区
祖山位于秦皇岛青龙满族自治县境内东部，由于渤海以北、燕山以东诸峰都是由它的分支绵延而成，故以“群山之祖”命名。其最高峰天女峰，海拔1424米，略逊于泰山。登上天女峰，东观日出，南追帆影，西望长城，北俯群山，这些是泰山所没有的。祖山，大约是一亿年前燕山造山运动的花岗岩侵入体，经过多年提升、断裂、风化、剥蚀等地质地理过程形成的一座独立山体，因燕山东段，渤海以北诸峰皆以此山分支盘拨，意群山之祖而得名。
祖山主要景区：画廊谷景区 天女峰景区 木兰园景区 情人谷景区 望海寺景区。